# María Elena Vázquez Nava
María Elena Vázquez Nava (Ciudad de México, 1 de julio de 1954) es una economista y política mexicana. Fue secretaria de la Contraloría General de la Federación durante el sexenio del presidente Carlos Salinas de Gortari entre 1988 y 1994.

## Carrera profesional y política
María Elena Vázquez Nava es Licenciada en Economía egresada de la Universidad Nacional Autónoma de México, tiene además una especialización en Programación y Política Financiera en el Fondo Monetario Internacional. 
Ingresó en la función pública en 1974, ocupando sucesivamente los cargos de Analista Financiero, Subjefe y Jefe de Departamento de Financiamiento al Gobierno Federal, Subdirector Auxiliar de Análisis Fiscal y Financiamiento y Coordinador de Estudios Especiales en la Secretaría de Hacienda y Crédito Público durante los gobiernos de Luis Echeverría Álvarez y José López Portillo, donde ingresó en el círculo cercano a Carlos Salinas de Gortari; este, al ser nombrado en 1982 titular de la Secretaría de Programación y Presupuesto en el gobierno de Miguel de la Madrid, la nombró directora general de Normatividad de Obras Públicas, Adquisiciones y Bienes Muebles y posteriormente coordinador general de Modernización de la Administración Pública Federal y secretario técnico de las Comisiones Intersecretariales de Servicio Civil y Consultiva de la Obra Pública; en 1987 al ser postulado Salinas de Gortari como candidato presidencial del PRI se integró a su campaña como Secretaria de Finanzas del Comité Ejecutivo Nacional de partido.
El 1 de diciembre de 1988, al asumir la presidencia Carlos Salinas de Gortari, la nombró titular de la Secretaria de la Contraloría General de la Federación, cargo que desempeñó hasta el 30 de noviembre de 1994. Tras el término de este cargo se dedicó al ejercicio privado de su profesión en una firma de consultoría.
Es Presidenta del Patronato Universitario de la Universidad Nacional Autónoma de México, desde el 22 de abril de 2014 a la fecha.
Recibió el Galardón a la Trayectoria 2017 de la Federación de Colegios de Economistas de la República Mexicana el 21 de noviembre de 2017 como reconocimiento a su labor.